# سیارک ۶۵۶۵۷
سیارک ۶۵۶۵۷ (به انگلیسی: 65657 Hube، نامگذاری:1982QB4) شصت و پنج هزار و ششصد و پنجاه و هفتمین سیارک کشف شده‌است که در ۱۶ اوت ۱۹۸۲ کشف شد.